# القناة الثانية السعودية
القناة الثانية هي قناة سعودية حكومية، انطلقت في عام 1403 هـ الموافق مطلع عام 1982، وكانت القناة موجهه إلى المقيمين داخل المملكة الناطقين باللغة الإنجليزية أو التي تعتبر الإنجليزية لغتهم وجاءت القناة كنوع من الترفيه لهم ومبرزة بعض الانشطة الثقافية والاقتصادية وبما أن لم تكن هناك ثورة اتصالية ولا قنوات فضائية فكان الجمهور المقيم الغير عربي إضافةً إلى تثقيف الجاليات في السعودية عن الأنظمة والقوانين. مع ظهور الستلايت والفضائيات انتقلت القناة إلى مخاطبة العالم وزدادت الحاجة إلى ذلك بعد أحداث 11 سبتمبر 2001 وإستطاعت القناة الثانية ونجحت ولعبت دوراً هاما وبارزاً في تصحيح الأفكار وتوضيح الحقائق وتغيير الصورة النمطية عن العرب والمسلمين إضافة إلى نشر القيم والمفاهيم الإسلامية السامية في الأوساط الأجنبية المحلية أو الدولي.
القناة التي بدأ بثها مطلع عام 1982م، وتحمل حزمة من الأهداف الدينية والاجتماعية والسياسية، حققت بنجاح معظم أهدافها. وتم تعليق بث القناة في عام 2017.

## أهداف القناة الثانية السعودية
كانت القناة تسعى لإيصال الرسالة الحقيقية من دون مبالغة، الموروث السعودي الثقافي والسياسي والاقتصادي وفي جميع المجالات، وهذا ما تنطلق منه القناة وإيصاله للآخر، من خلال برامجها المتنوعة والتقارير واللقاءات مع الآخر والحوارات المتكررة مع هذا الآخر واستضافته، وسماع وجهة نظره بكل جدية واحترام عبر البرامج المباشرة والحوارية، مثقف سعودي يتحاور مع مثقف آخر من الشرق أو الغرب.

## 2007 والهوية الجديدة
(من نحن بالنسبة للآخر) شعار القناة الجديد حيث اعتمد في شكلها الجديد في مارس 2007 طلت القناة بصورة حديثه عما كانت عليه في السابق وهو مخاطبة العالم بعد أن كانت موجهه للمقيمين الذين لا يتحدثون العربية في المملكة العربية السعودية سعت من خلال الشكل الجديد على ابراز ثقافة المملكة في جميع المجالات السياسية والاقتصادية والاجتماعية التي استضافت شخصيات هامة في مجالات متنوعة من هذا البلد وفتح الحوار مع نظرائهم من الدول الاخرى عبر الأقمار الصناعية، وأيضاً من خلال برامجها الوثائقية وكثير من البرامج التي تعرف المشاهد الاخر عن مناطق المملكة وتبرز ثقافاتها وعاداتها من جهة ومن جهة اخرى ابراز النهضة التنموية التي يشهدها هذا البلد المعطاء.

## البرامج
من البرامج المباشرة الجديدة على القناة الثانية في شكلها الجديد آنذاك:
- برنامج جسور.
- برنامج الدكتور باريسا.
- برنامج سيدات.
- برنامج عين على العالم.
- برنامج غاليريا.
- برنامج مبدعين.
- برنامج بديتي.
- برنامج المدافعون عن الوطن.
- برنامج u 2.
- برنامج مباديء الإسلام.
- برنامج الثانية مع التحية.
- ريسكيو 911.

## نشرات الأخبار
تبث القناة نشرتين مفصلتين من الأخبار النشرة الأولى في الساعة الخامسة عصرا والنشرة الثانية والأخيرة في الساعة العاشرة مساء.

## الحج
تقوم القناة بتقديم خدمة عظيمة في الحج وهي نقل مناسك الحج إلى جميع أنحاء العالم سواء داخل المملكة أو خارجها ويتم إجراء لقاءات وحوارات واستضافة مشايخ دين للتعريف بالإسلام وكل هذا باللغة الإنجليزية.

## 2017 وتعليق القناة
أصدر وزير الإعلام الأسبق عواد بن صالح العواد قرارا بتعليق بث القناة الثانية السعودية الإنجليزية بعد عانت من عدم قدرة الوزارة على تمويلها إضافتا على تخبط أهداف القناة وجمهورها الحقيقي المستهدف.